# Studio 100 Media
Studio 100 Media is een Duits-Belgische film- en televisiedistributiebedrijf dat een onderdeel is van het Belgische Studio 100. In 2008 nam het bedrijf E.M. Entertainment over van EM.Sport Media, en werd dit bedrijf in Studio 100 Media ingebracht.

## Geschiedenis
In 2007 werd door Studio 100 in het Duitse München Studio 100 Media opgericht, dat de taak kreeg om de Studio 100 content internationaal te distribueren. Begin 2008 werd Studio 100 Media, door middel van een licentieovereenkomst, de vertegenwoordiger van de E.M. Entertainment catalogus.
Op 29 mei 2008 maakte Studio 100 bekend dat het bedrijf het Duitse E.M. Entertainment van EM.Sport Media overgekocht heeft voor 41 miljoen euro.
Met de overname van E.M. Entertainment kreeg Studio 100 de rechten van maar liefst 12.000 afleveringen animatie en 6.000 afleveringen live-action verdeeld over 277 verschillende titels. Van een groot deel van de titels uit de E.M. catalogus heeft Studio 100 alle rechten in bezit. Een uitzondering hierop is o.a. de live-action serie Pippi Langkous, waarvan het bedrijf enkel de distributierechten heeft. 
Naast de rechten op verschillende figuren en series, omvatte de overname ook de Duitse (betaal)televisiezender Junior en de animatiestudio Flying Bark Productions, de oudste en grootste animatiestudio van Australië.
Omdat de overname van E.M. Entertainment door Studio 100 Media moest goedgekeurd worden door de mededingingsautoriteiten, kon de deal pas afgerond worden in juli van dat jaar.
Begin februari 2017 maakte Studio 100 Media bekend dat Patrick Elmendorff, de Managing Director sinds de oprichting van het bedrijf, andere horizonten opzoekt en het bedrijf verlaat. Hij zal gedurende een korte tijd opgevolgd worden door Hans Bourlon tot Hans Ulrich Stoef kan aangesteld worden als Elmendorffs opvolger.